# Teracotona uhrikmeszarosi
Teracotona uhrikmeszarosi là một loài bướm đêm thuộc phân họ Arctiinae, họ Erebidae.